# Žiga Pešut
Žiga Pešut (ur. 5 października 1992 w Mariborze) – słoweński hokeista grający na pozycji lewego napastnika, w klubie HDD Olimpija Lublana.

## Kariera klubowa
Žiga Pešut rozpoczął swą karierę w 2007 roku w klubie HDK Maribor, w którym wystąpił 52 razy i strzelił 29 goli. W sezonie 2009 grał dla Grums IK, gdzie wystąpił 29 razy i strzelił 16 bramek. W 2010 roku przeniósł się do HC Slezan Opava, dla którego wystąpił w 39. meczach i strzelił 14 goli. W następnym sezonie grał dla BK Mladá Boleslav, dla którego zagrał 35 meczów i strzelił 12 bramek. W 2013 roku występował w NED Hockey Nymburk, w klubie zagrał 54 meczów w trakcie których strzelił 9 goli. W latach 2013–2017 grając dla HDD Olimpija Lublana, grając w 135 meczach, strzelił 35 bramek. Pod koniec sezonu grał dla niemieckiego EHC Bayreuth, dla którego zagrał 9 meczów i strzelił 3 gole. W 2018 roku powrócił do HDD Olimpija Lublana, dla którego dotychczas zagrał 64 mecze i strzelił 31 bramek.

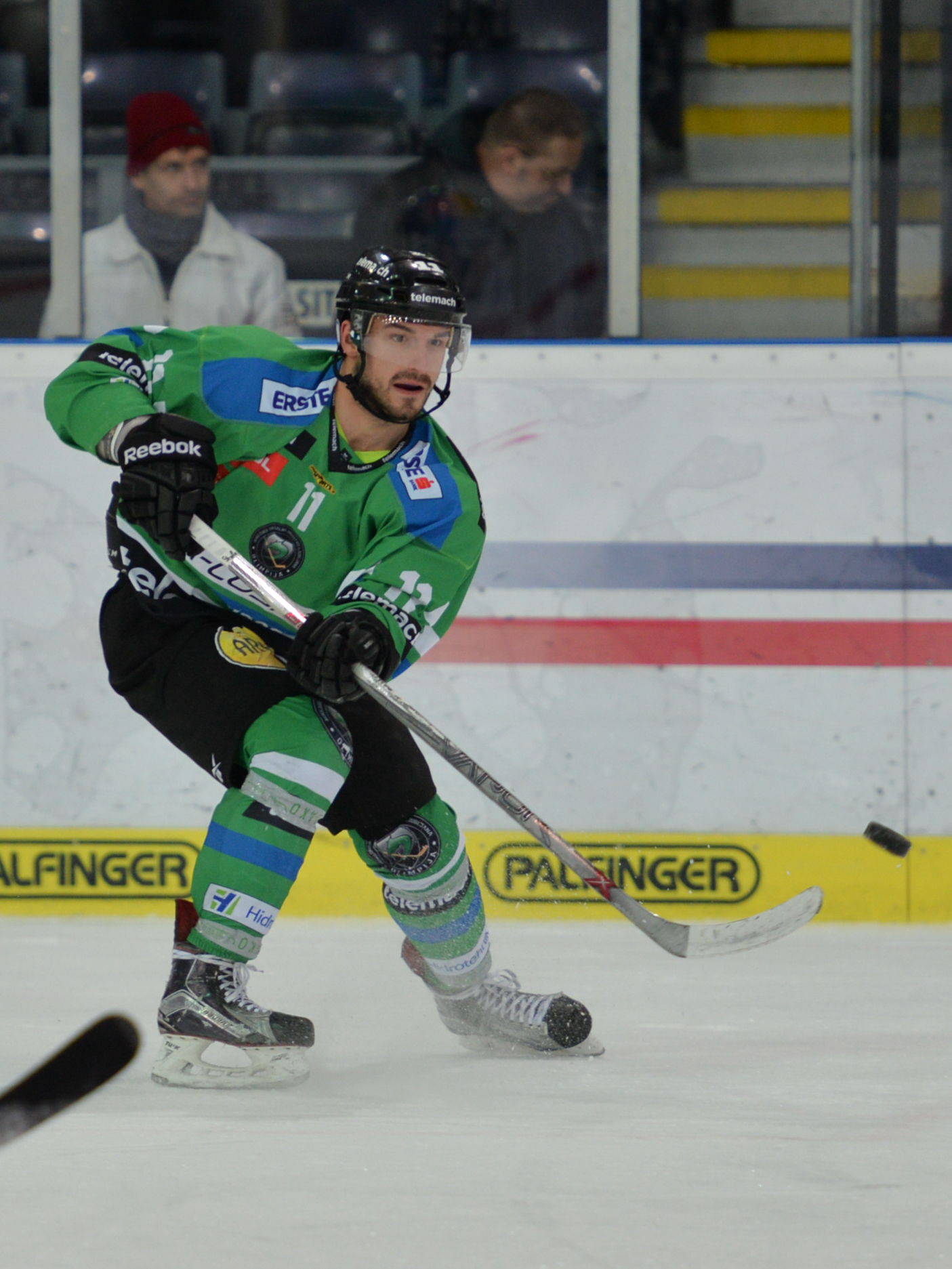
Žiga Pešut w trakcie meczu

| Rok       | Klub                 | Ilość wystąpień | Gole |
| --------- | -------------------- | --------------- | ---- |
| 2007–2009 | HDK Maribor          | 52              | 29   |
| 2009–2010 | Grums IK             | 29              | 16   |
| 2010–2011 | HC Slezan Opava      | 39              | 14   |
| 2011–2012 | BK Mladá Boleslav    | 35              | 12   |
| 2012–2013 | NED Hockey Nymburk   | 54              | 9    |
| 2013–2017 | HDD Olimpija Lublana | 135             | 35   |
| 2017      | EHC Bayreuth         | 9               | 3    |
| 2018–     | HDD Olimpija Lublana | 64              | 31   |

## Sukcesy
- Złoty medal mistrzostw Słowenii: 2013, 2014
- Złoty medal Alps Hockey League: 2019